# Pau Arena
Pau Arena   (Sisteron, 26 de juny de 1843 - Antíbol, 17 de desembre de 1896) Pau August Arena,  fou un escriptor occità en llengua francesa, bé que de temàtica occitana, raó per la qual se'l considera representant del regionalisme occità en francès, com Daudet.
Després d'un primer èxit com a dramaturg, es dedicà plenament a escriure. Membre del felibritge parisenc, rebé clares influències de Teodòr Aubanèl i, sobretot, de Frederic Mistral. A causa de les fonts en les quals s'inspirava —els records de Provença—, idèntiques a les d'Alfons Daudet, el crític P. Baussac pogué suposar la col·laboració d'Arena a les Lettres de mon moulin. Escriví poemes en provençal, alguns d'ells publicats en el recull del Felibritge de París Li Souleiado (1904).

## Obres
- Pierrot héritier (1865)
- Jean des Figues (1868)
- La chèvre d'or (1884)